# 四大銀行
四大銀行（よんだいぎんこう、英語: Big Four Banks）は、当該国における主要銀行4行を指す用語。

## 世界経済
世界経済においては、伝統的に四大銀行は以下の4つの中央銀行のことを指す。
- 連邦準備理事会
- 中国人民銀行
- 日本銀行
- 欧州中央銀行

以下の銀行も含まれることがある。
- イングランド銀行

## 日本
日本においては、都市銀行を傘下に持つ以下の4グループを指して四大銀行と呼ばれる。
- 三菱UFJフィナンシャル・グループ（三菱UFJ銀行）
- 三井住友フィナンシャルグループ（三井住友銀行）
- みずほフィナンシャルグループ（みずほ銀行）
- りそなホールディングス（りそな銀行・埼玉りそな銀行）

## オーストラリア・ニュージーランド
オーストラリアにおいては、以下の4行で住宅ローンの市場占有率で80%を占めており、四大銀行と呼ばれている（総資産順）。
- ナショナル・オーストラリア銀行 (NAB)
- オーストラリア・コモンウェルス銀行 (CBA) (1996年に一時国有化)
- オーストラリア・ニュージーランド銀行 (ANZ)
- ウエストパック銀行 (WBC)

長年のオーストラリア政府の金融政策は、"four pillars policy"と呼ばれる四大銀行体制を維持することを主眼に置いたものであった。2008年-2009年の世界金融危機の際にも政策は維持され、ウエストパックのセント・ジョージ銀行、コモンウェルス銀行のバンクウエスト買収を通じて四大銀行体制は強化された。
ニュージーランドは最も近い隣国であり、文化的、経済的に深い繋がりがある。ニュージーランドにおいては、「ビッグバンク」、「ビッグ・オース・バンク」、「ビッグフォー」と称される以下のオーストラリアの四大銀行による寡占状態にある。
- オーストラリア・ニュージーランド銀行 - 傘下にナショナル銀行も抱える。
- ASB銀行（英語版） - オーストラリア・コモンウェルス銀行完全子会社。
- ニュージーランド銀行 - ナショナル・オーストラリア銀行完全子会社
- ウエストパック銀行 トラストバンク（英語版）を合併。

以上の4行でニュージーランドの貸出金、総資産のシェアの90%以上を握っており、住宅ローンのシェアも90%近い。
ニュージーランドにおいて四大銀行は高利益を上げており、オーストラリア本土以上の収益を誇ることもある。2012/2013年期において、ニュージーランド最大手のオーストラリア・ニュージーランド銀行はニュージーランド国内で1370百億ニュージーランドドルの利益を上げており、四大銀行中最小のニュージーランド銀行でも695百万ドルの利益を上げている。対して国営のキーウィ銀行、公営のTSB銀行、SBS銀行、ハートランド銀行はそれぞれ97百万ドル、73.5百万ドル、14百万ドル、7百万ドルと後塵を拝している。

## ベルギー
ベルギーでは90年代の大規模な再編により、四大銀行が形成された。
- Belfius 国有企業
- BNP Paribas Fortis フランス・BNPパリバ傘下
- ING銀行 オランダ・INGグループ傘下
- KBCグループ

## ブラジル
ブラジルの中央銀行は四大銀行を以下の4行と定義している(http://www4.bcb.gov.br/top50/port/top50.asp) 。
- ブラジル銀行 - 国営の最大手行。
- イタウ・ウニバンコ - 民間最大手。
- Caixa Econômica Federal - 国営銀行。
- バンコ・ブラデスコ

## カナダ
カナダでは四大銀行よりも五大銀行という言葉の方が一般的である。
- カナダ・ロイヤル銀行 （RBCフィナンシャル・グループ）
- トロント・ドミニオン銀行 （TDバンク・フィナンシャル・グループ）
- ノバスコシア銀行 （スコシア・バンク）
- モントリオール銀行 （BMOフィナンシャル・グループ）
- カナダ帝国商業銀行 （CIBC）

## 中国
中華民国においては、1920年代に、華北の「北四行」が台頭。
1949年には、中国銀行、交通銀行、中華民国中央銀行、中国農民銀行の国営4行を指して四大銀行と呼ぶようになった。これらに中央信托局、郵政儲金匯業局、中央合作金庫を加えて「四行二局一庫」と称された。
現在、中華人民共和国において四大銀行("四大商业银行") は以下の4行を指す。
- 中国銀行
- 中国建設銀行
- 中国工商銀行
- 中国農業銀行

## フィンランド
フィンランドにおいては、過去には四大銀行が存在したが、現在はノルデア銀行 (スウェーデンに所在), ダンスケ銀行 (デンマークに所在), オスウス銀行の3行が有力である。

## フランス
- BNPパリバ
- クレディ・アグリコル
- ソシエテ・ジェネラル
- BPCE

## ドイツ
- ドイツ銀行
- コメルツ銀行
- ドイツ復興金融公庫
- DZ銀行

## 香港
- HSBCホールディングス
- 中国銀行
- 恒生銀行
- スタンダードチャータード銀行

## インド
- インドステイト銀行
- HDFC銀行
- パンジャブナショナル銀行
- ヴァドーダラー銀行

## アイルランド
アイルランドでは市場占有率に基づいて四大銀行が定義される。全行がアイルランド共和国と北アイルランドの両方で営業している。
- アイルランド銀行
- アライド・アイリッシュ銀行 (北アイルランドではファースト信託銀行として営業[18]。

以上の2行が二大銀行である。
- ダンスケ銀行[19]
- アルスター銀行 - 一時期ロイヤルバンク・オブ・スコットランドが所有していた。

## イタリア
イタリアにおいては「四大銀行」という言葉は用いられない。参考までにイタリア国内シェア上位4行を掲載する。
- インテーザ・サンパオロ
- ウニクレディト
- UBI銀行
- Banca Mediolanum

## レバノン
レバノンでは、以下の4行を指す。
- Audi Saradar Bank
- Byblos Bank
- BLOM
- FRANSABANK

## ルクセンブルク
ルクセンブルクでは以下の4行を指す。
- Banque et Caisse d'Épargne de l'État 国営銀行
- ルクセンブルク国際銀行
- BGL BNPパリバ
- INGルクセンブルク

## パキスタン
パキスタンにおいて、大手行は以下の五行を指す。
- Habib Bank
- MCB銀行
- パキスタンナショナル銀行
- ユナイテッド銀行
- アライド銀行

## ポルトガル
ポルトガルにおいては以下の4行を指す。 
- Banco Comercial Português (スペイン・サバデル銀行傘下)
- en:Banco Português de Investimento (スペイン・カイシャバンク傘下)
- Caixa Geral de Depósitos (国有)
- Novo Banco

## シンガポール
以下の3行が三大銀行と呼ばれる。
- DBS銀行
- オーバーシー・チャイニーズ銀行
- ユナイテッド・オーバーシーズ銀行

## 南アフリカ
南アフリカ共和国においては以下の4行を指す。
- スタンダード銀行
- ファーストランド銀行 (ファースト・ナショナル銀行を経営)
- ネッド銀行 - イギリス・オールド・ミューチュアル傘下。
- バークレイズ・アフリカ・グループ 元国営銀行。2005年にバークレイズが買収。

## 韓国
- KB国民銀行
- 新韓銀行
- ウリィ銀行
- KEBハナ銀行

## スペイン
スペインでは以下の4行を指す。
- バンキア
- ビルバオ・ビスカヤ・アルヘンタリア銀行
- カイシャバンク
- サンタンデール銀行

## スウェーデン
スウェーデンでは以下の4行を指す。
- ノルデア銀行
- スカンジナビスカ・エンスキルダ・バンケン
- スベンスカ・ハンデルスバンケン
- スウェドバンク

## タイ
立憲革命 (タイ)（1932年）までタイの銀行産業は欧州の「四大銀行」と呼ばれる銀行によって独占されてきた。
- 香港上海銀行 (現在のHSBCホールディングス)
- インド・オーストラリア・中国チャータード銀行 (現在のスタンダードチャータード銀行タイランド)
- インドシナ銀行  (現在のクレディ・アグリコル)
- インド貿易銀行 (現在のシティバンクタイランド)

2014年現在の四大銀行は以下の4行である。国内総貸出残高の66%を占め、総資産におけるシェアは67%である。
- バンコク銀行
- サイアム商業銀行
- クルンタイ銀行
- カシコン銀行

## イギリス
イギリスでは以下の4行を指す
- バークレイズ
- HSBC
- ロイズ・バンキング・グループ
- ロイヤルバンク・オブ・スコットランド

1970年まで、イングランド・ウェールズの大手手形発行銀行5行を五大銀行と称した。
- バークレイズ銀行
- ミッドランド銀行 (HSBCに吸収);
- ロイズ銀行 (ロイズ・バンキング・グループに吸収);
- ナショナル・プロヴィンシャル銀行及びウエストミンスター銀行(現在のナショナル・ウエストミンスター銀行)

ナショナル・ウエストミンスター銀行の成立を持って四大銀行は一応の完成を見た。
スコットランドにおいては以下の4行を四大銀行と称した。
- ロイヤルバンク・オブ・スコットランド
- スコットランド銀行 (ロイズ・バンキング・グループ);
- クライズテール銀行 (現在のCYBG)
- トラスト貯蓄銀行 ("TSB") (現在のTSB銀行 ).

## アメリカ合衆国
アメリカ合衆国では四大銀行の預金シェアは39%にも及ぶ（2015年）。四大銀行は以下の4行を指す。
- JPモルガン・チェース
- バンク・オブ・アメリカ
- シティグループ
- ウェルズ・ファーゴ

## ベトナム
- アグリバンク
- BIDV
- VietinBank
- ベトコムバンク